# ريتشارد فيث
ريتشارد فيث (بالإنجليزية: Richard Faith)‏ هو عازف بيانو وملحن أمريكي، ولد في 20 مارس 1926 في إيفانسفيل في الولايات المتحدة.